# Boeing 307
O Boeing 307 Stratoliner foi a primeira aeronave de transporte comercial com uma cabine pressurizada. Esse recurso permitiu que o avião realizasse cruzeiros a uma altitude de 20.000 pés (6000m), bem acima das perturbações atmosféricas. O modelo 307 tinha capacidade para cinco tripulantes e 33 passageiros. A cabina era de quase 12 pés de diâmetro. Foi o primeiro avião feito para incluir um engenheiro de voo como membro da tripulação.

## História Operacional
Um total de 10 Stratoliners foram construídos e o primeiro voo foi em 31 de dezembro de 1938. Um Boeing 307 protótipo NX 19901 caiu em 18 de março de 1939 durante um voo de testes. Até 1940 realizava rotas entre Los Angeles e Nova Iorque, ligando a várias cidades da América Latina. O multi-milionário Howard Hughes comprou um modelo para seu uso pessoal e o transformou num luxuoso avião. Esse avião foi, posteriormente, vendido à empresa de petróleo de Glenn McCarthy, em 1949. O Haiti e os Estados Unidos utilizaram o 307 em operações militares.

## Operadores

### Operadores Civis
França
- Aigle Azur comprou em 1951 um 307 ex-TWA com novos motores e asas refeitas a partir de um B-17G.

 Laos
- Air Laos recebeu um modelo ex-Agile Azur.

 Estados Unidos
- Pan Am recebeu 3 aeronaves.
- TWA recebeu 5 aeronaves.
- Howard Hughes comprou 1 avião.

### Operadores Militares
Haiti
- Força Aérea do Haiti

 Estados Unidos
- Força Aérea dos Estados Unidos operou Boeing 307, designados como C-75.

## Especificações
Dados de: Jane's AWA 1942.
Descrições gerais
- Tripulação: 5 - incluindo dois pilotos e engenheiro de voo
- Capacidade: 25-38 - passageiros
- Comprimento: 22,6 m (74 ft)
- Envergadura: 32,6 m (110 ft)
- Altura: 6,33 m (21 ft)
- Área alar: 138 m² (1 490 ft²)
- Peso vazio: 13 608 kg (30 000 lb)
- Peso bruto (carregado): 20 420 kg (45 000 lb)

Motorização
- Número de motores: 4x
- Tipo do motor: Motor a pistão radial
- Fabricante/modelo: Wright GR-1820-G102
- Potência por motor: 1 100 hp (820 kW)

Performance
- Velocidade máxima: 387 km/h (240 mph)
- Velocidade de cruzeiro (Mach): 0.281 Ma
- Velocidade total em Mach: 0.316 Ma
- Velocidade total em Nó: 208,9 kn (387 km/h)
- Alcance: 2 820 km (1 750 mi)
- Tecto de serviço: 7 110 m (23 300 ft)